# Донецкое море (кладбище)
Кладбище «Донецкое море» (укр. «Донецьке море») — некрополь в Ленинском районе города Донецка (ул. Одесская, д. 1/1). Площадь 37 га.
Одно из девяти действующих кладбищ Донецка. Знаковое место.

## История
Организовано в 1960 году.
Название получило по близлежащему водохранилищу с таким же названием, созданному в те же годы. Это соседство накладывает особый отпечаток — подступающие с каждым годом всё ближе к береговой черте захоронения вызывают опасения о проникновении в воду трупного яда, весьма распространённые в городе. Объяснения специалистов о том, что это исключено из-за разницы глубины захоронений и уровня грунтовых вод, малоубедительны.
Активно использовавшееся, кладбище к 2007 году исчерпало 96 % своих ресурсов, в связи с чем предлагалось расширить часть существующего кладбища на 13,3 га.
В августе 2004 года четверо вандалов-антисемитов разгромили еврейские надгробия и написали антисемитского лозунги. Иудейский участок кладбища в 2005 году подвергался вандальным разрушениям.
На кладбище есть Аллея Героев, на которой захоранивают, в частности, пророссийских сепаратистов, погибших в российско-украинской войне.

## Известные захоронения
См. категорию Похороненные на Донецком море
На кладбище захоронены военные, погибшие в Афганистане, участники российско-украинской войны, глава  Донецкой народной республики (ДНР) Александр Захарченко, Арсен Павлов (Моторола) и Михаил Толстых (Гиви), Ольга Качура и Владимир Жога (Воха), легендарный форвард ФК «Шахтер» Виталий Старухин.

## Галерея

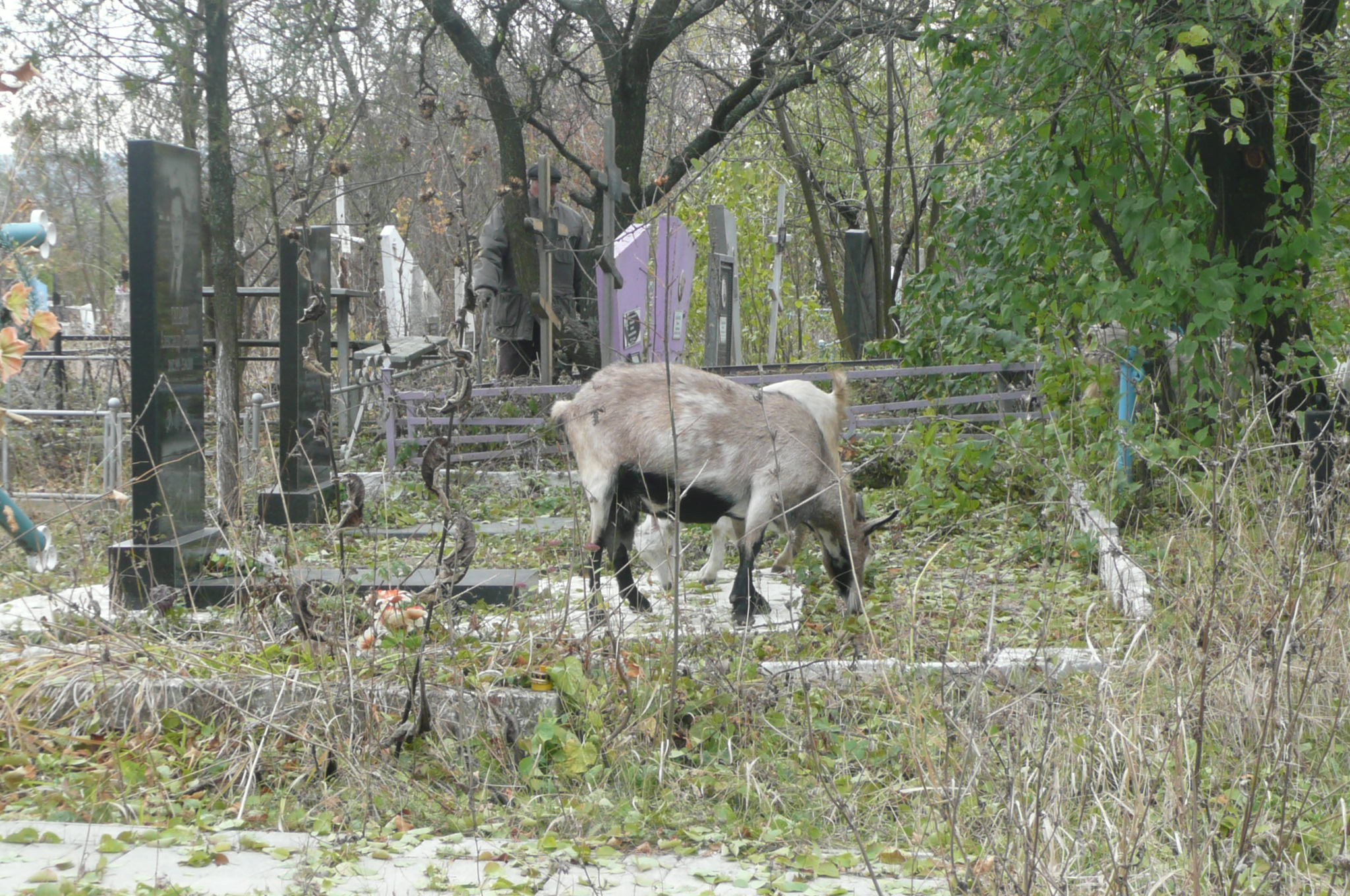
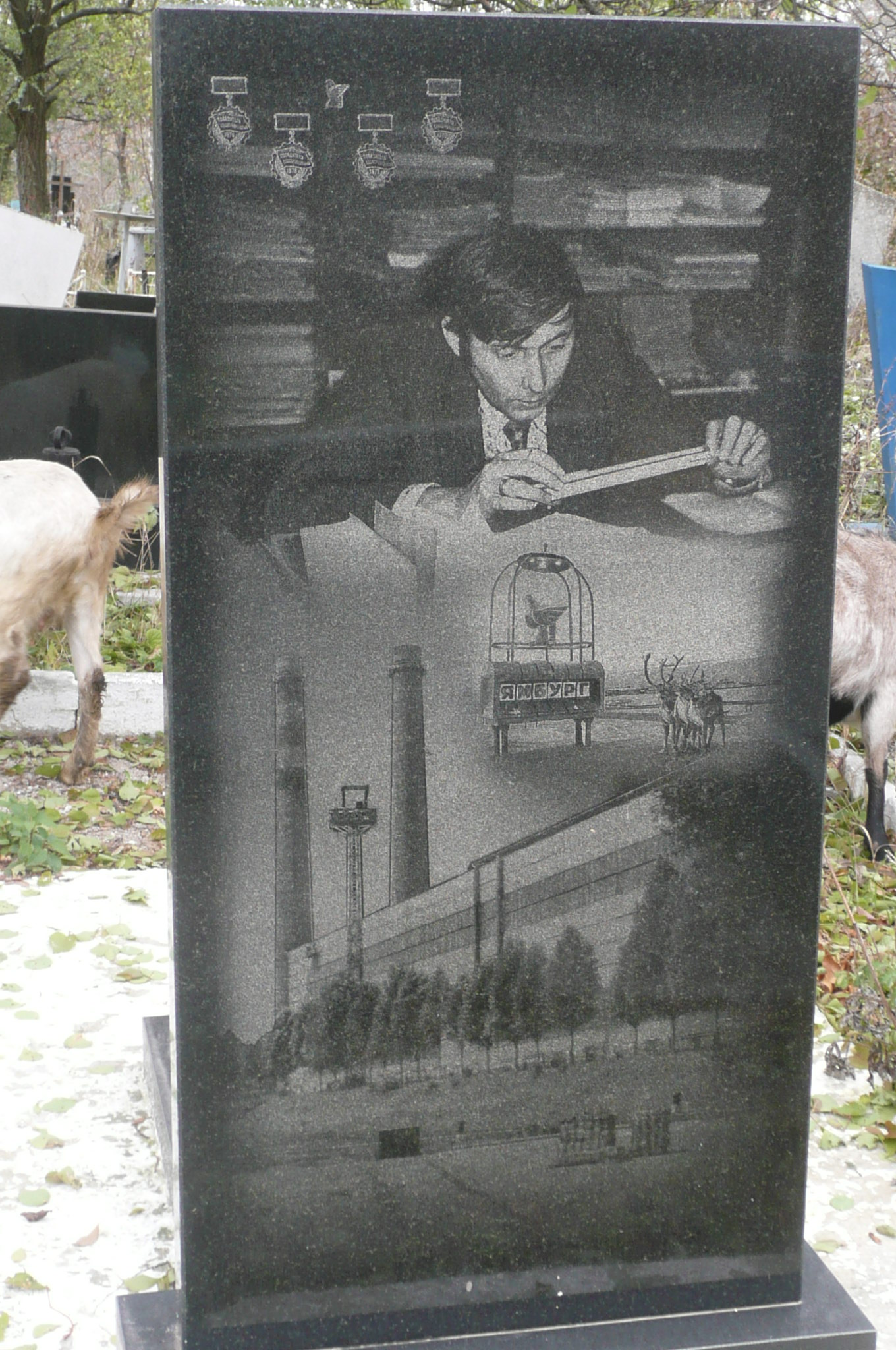
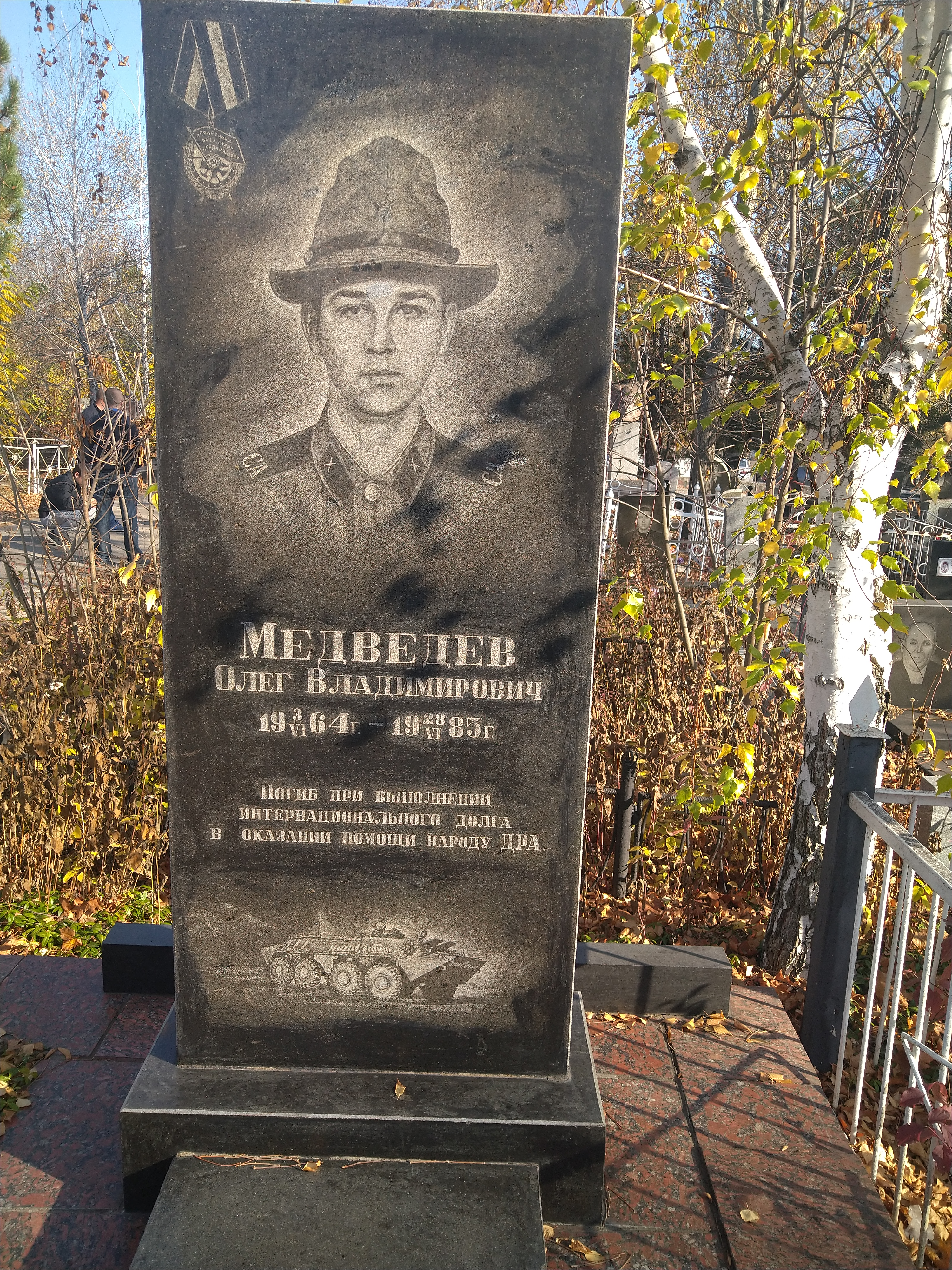